# میپل پلین (مینه‌سوتا)
میپل پلین، مینه‌سوتا (به انگلیسی: Maple Plain, Minnesota) یک شهر در ایالات متحده آمریکا است که در شهرستان هنپین، مینه‌سوتا واقع شده‌است.

## خصوصیات
میپل پلین ۲٫۹۰ کیلومترمربع مساحت و ۱٬۷۶۸ نفر جمعیت دارد و ۳۱۳ متر بالاتر از سطح دریا واقع شده‌است.